# Littérature (revue)
Littérature est une revue littéraire française fondée à Paris par les dadaïstes Louis Aragon, André Breton et Philippe Soupault dont le premier numéro paraît en mars 1919 et le dernier en juin 1924.

## Première série : mars 1919 – mai 1921
Courant février 1919, Aragon, Breton et Soupault ( « Les trois mousquetaires » ainsi surnommés par l’écrivain Paul Valéry) projettent de faire paraître une revue littéraire dans un esprit nouveau et inspiré par Guillaume Apollinaire.
Le premier numéro propose des objectifs de renouvellement assez modestes puisqu’on y croise de « grands anti-modernes » comme André Gide et Paul Valéry. 
À leur côté, figurent des auteurs renommés comme Blaise Cendrars, Léon-Paul Fargue et Max Jacob dont leurs noms apportent une certaine caution à la valeur littéraire de la revue. Caution renforcée pour les numéros 2 à 4 qui publient des textes de « morts illustres » : Apollinaire puis Stéphane Mallarmé et Arthur Rimbaud. 
Littérature paraît n’être qu’un « périodique littéraire, moderne mais traditionnel, appelé à prendre la relève de SIC et de Nord-Sud », revues de Pierre Albert-Birot et Pierre Reverdy.
Ce n’est qu’à compter du numéro 9 de novembre 1919 que les conventions éclatent à l’occasion d’une enquête lancée autour de la question « Pourquoi écrivez-vous ? » dont la publication des réponses occupe les trois numéros suivants. 
L’enquête reçoit 83 réponses et ce procédé journalistique donne un nouveau souffle à la revue que n’a pas contrarié la venue à Paris de Tristan Tzara (janvier 1920).
La parution de Littérature cesse après le numéro de février 1920 pour ne reparaître qu’en mai alors que le dadaïsme parisien est à son apogée : ce numéro 13 publie les Vingt-trois manifestes Dada.
Cette inclination dadaïste se poursuit jusqu’en août 1921 et se distingue par la collaboration de jeunes poètes et autres artistes inconnus alors comme Max Ernst, Francis Picabia et Georges Ribemont-Dessaignes outre Aragon, Breton et Soupault.
Cependant les relations avec Tristan Tzara se refroidissent et Breton ne partage plus les orientations dadaïstes.
Le numéro 18, de mars 1921, présente un sondage destiné « à rendre compte du degré d’estime porté aux personnalités les plus diverses depuis l’Antiquité » selon André Breton. Suit une liste de noms notés de – 25 à + 20 par Aragon, Breton, Tzara, Paul Eluard. La note de 0 équivaut à l’indifférence absolue. Le but des promoteurs de ce système n’étant pas de « classer » mais de « déclasser ». 
Le dernier numéro de cette série paraît le 21 mai 1921. Il est entièrement consacré au Procès Barrès.

## Deuxième série : mars 1922 – juin 1924
La revue reparaît en mars 1922 sous la direction d'André Breton et Philippe Soupault. 
« La couleur de la couverture à part, rien ne change : [ …] même goût pour les enquêtes provocatrices […] même ton hautain et casseurs d’assiettes. » 
Sous une photographie de Man Ray en couverture, ce nouveau numéro témoigne de l’intérêt pour l’inconscient avec la publication de l’entretien Freud/Breton et de trois rêves de ce dernier. 
Le numéro suivant consacre la rupture définitive avec Dada : Breton devient le seul directeur de la revue et publie Lâchez tout :« Dada n’était pas un commencement, mais une fin. » Enfin, s’intègrent à l’équipe littéraire Robert Desnos et Max Morise.
Des difficultés financières ne permettent pas une parution régulière jusqu’au dernier numéro en juin 1924. 
Ce dernier numéro orne sa couverture de la photographie Le Violon d’Ingres de Man Ray et s’achève par une page blanche intitulée Ma collaboration à Littérature de Roger Vitrac.

## La place des femmes
Malgré son ouverture aux nouveaux écrivains ou artistes, Littérature n’a accordé que peu de place aux femmes : Céline Arnauld est la seule à voir publier son manifeste Ombrelle Dada dans le numéro 13 de mai 1920 consacré aux manifestes Dada.
Contrairement à Zurich ou à Berlin où Emmy Hennings, Hannah Höch et Sophie Taeuber offrent leurs œuvres à égalité avec les hommes, les parisiens ne voient la femme que comme sujet de leur inspiration poétique. 
Outre Céline Arnauld, la première série de la revue ne publie que la contribution de Rachilde lors du Procès Barrès.
Il faut attendre le numéro 9 de novembre 1919 pour lire, sous la plume de Louis Aragon dans la rubrique Livres choisis, le compte rendu de deux romans publiés par deux femmes : Louise Faure-Favier et Irène Hillel-Erlanger. Pour cette dernière, le numéro de décembre 1919 publie Par Amour : « une fantaisie musicale et variations sur le nom de Pearl White (célèbre actrice de cinéma de l'époque) ».
Quant à leur présence au sein de l’équipe littéraire, on ne compte que Gabrielle Buffet parmi les évaluateurs du sondage de mars 1921.

## Exposition
- Man Ray, Picabia et la revue Littérature (1922-1924), Centre Pompidou, 2014